# 貝內 (烏克蘭)
48°9′59″N 22°45′25″E / 48.16639°N 22.75694°E
貝內（羅馬化：Bene）是位於烏克蘭西部外喀爾巴阡州的貝雷霍韋區的村莊，始建於1269年，面積1.42平方公里，海拔高度113米，2001年人口1,409，人口密度每平方公里995.76人。